# 히라카와 유이치로
히라카와 유이치로(일본어: 平川 雄一朗, 1972년 1월 23일 ~ )는 일본의 텔레비전 드라마 연출가, 영화 감독이다. 오피스 크레센도 소속.
오이타현 오이타시 출신. 오이타 현립 오이타 미나미 고등학교, 일본공학원전문학교 방송예술과 졸업. 졸업 후 현재 소속사의 오피스 크레센도 입사. 입사 후에는 텔레비전 드라마의 연출 보조(조연출)과 어시스턴트 프로듀서를 담당했다.
2003년 《Stand Up!!》 (TBS)에서 첫 연출을 담당한다. 이후 TBS 제작의 작품을 중심으로 연출을 하고 있다. 2006년 《백야행》에서 첫 수석 디렉터.
2007년 영화 《그때는 그에게 안부 전해줘》로 첫 영화를 연출했다.

## 연출 작품

### 영화
- 그때는 그에게 안부 전해줘 (2007년)
- 음지와 양지에 핀다 (2008년)
- ROOKIES -졸업- (2009년)
- 러브 코메 (2010년)
- 츠나구 (2012년) 각본·감독

### 단편 영화
- 노기자카 46 "빙빙 커튼" 영상 특전 쇼트 무비 "내가 좋아하는 사람에게"(2012년)

### 텔레비전 드라마
- Stand Up!! (2003년, TBS)
- 세상의 중심에서 사랑을 외치다 (2004년, TBS)
- 너무 귀여워 (2005년, TBS)
- 백야행 (2006년, TBS)
- 세라복과 기관총 (2006년, TBS)
- 사사키 부부의 인의 없는 싸움 (2008년, TBS)
- ROOKIES (2008년, TBS)
- MR.BRAIN (2009년, TBS)
- 창당! 노인당 (2009년, WOWOW )
- JIN-진- (2009년, TBS)
- Sweet 9 Flowords~ 아름다운 9 꽃말~ (2010년, LISMO 오리지널 드라마)
- JIN-진- 2 (2011년, TBS)

### 연출 보조
- 그 날의 나를 찾아서 (1992년, TBS)
- 세컨드 찬스 (1995년, TBS)
- 협주곡 (1996년, TBS)
- 가장 소중한 사람 (1997년, TBS)
- 러브 어페어 (1998년, TBS)
- 어떤 분 정액! (1998년, TBS)
- 독신 생활 (1999년, TBS)
- 이케부쿠로 웨스트 게이트 파크 (2000년, TBS)
- 내일을 안고 (2000년, NTV)
- 한도쿠!!! (2001년, TBS) ※최종회에서만 부분 감독
- 사랑따윈 필요없어, 여름 (2002년, TBS)
- GOOD LUCK!! (2003년, TBS)

### 프로듀스 보조
- 마지막 데이트 (1999년, TBS)
- First Love (2002년, TBS)
- 인형 집 (2004년, TBS)

### 광고 연출
- 롯데제과 노도아메 목 캔디 (2006년) ※나가사와 마사미 출연
- 스키야 레스토랑 (2010년)
- iPod touch (2010년)

### 뮤직비디오 연출
- AKB48 "사쿠라노 하나비라타치" (2006년)
- AKB48 "아이타캇타" (2006년)
- NMB48 "오 마이 갓!" (2011년)
- 노기자카46 이쿠타 에리카 개인 버전 (2012년)

### 이벤트 연출
- TBS 드라마 화려한 일족 제작 회견 (2006년)